# Thisbe (planetka)
(88) Thisbe je planetka nacházející se v hlavním pásu asteroidů. Její průměr činí asi 232 km. Byla objevena 15. června 1866 německo-americkým astronomem C. H. F. Petersem.